# 2010년 상하이 국제 영화제
제13회 상하이 국제 영화제는 2010년 6월 12일에 열린 시상식이다.

## 수상 및 후보

### 금잔작품상
- 키스 미 어게인 - 가브리엘 무치노 수상

### 금잔심사위원대상
- 딥 인 더 클라우드 - 지에 리우 수상

### 금잔감독상
- 딥 인 더 클라우드 - 지에 리우 수상

### 금잔각본상
- 키스 미 어게인 - 가브리엘 무치노 수상

### 금잔촬영상
- 온딘 - 크리스토퍼 도일 수상

### 금잔음악상
- 딥 인 더 클라우드 - 지에 리우 수상

### 금잔남우주연상
- 마리아, 그는 그걸 좋아하지 않아 - 크리스티안 울멘 수상

### 금잔여우주연상
- 키스 미 어게인 - 비토리아 푸치니 수상

### 아시아신인상
- 조연 이야기 - 오가타 아츠시
- 크로싱 마운틴 - 양 루이
- 고추잠자리 - 리아오지에카이
- 블루 맨션 - 글렌 고에이
- 전설은 살아있다 - 르우 후인
- 시간을 달리는 소녀 - 타니구치 마사아키

### 아시아신인작품상
- 안녕 할아버지 - 지앙 웬리 수상

### 아시아신인감독상
- 애자 - 정기훈 수상

### 아시아신인심사위원상
- 집행자 - 최진호 수상

### 아시아신인학생초이스상
- 전당포 - 마일로 소구에코 수상

### 국제학생단편상 독창적 아이디어상
- 프로젝트 사일런스 - 브루노 카티차 수상

### 국제학생단편상 애니메이션상
- 기적의 여인 - 마이클 아불라피아 외 1명 수상

### 국제학생단편상 심사위원특별상
- 에코스 - 지울리오 무시 수상

### 국제학생단편상 작품상
- 사일런트 씨 - 레나 리베르타 수상

### 국제학생단편상 감독상
- 갓마더 - 라이어 체페츠 수상

### 국제학생단편상
- REMEMBER HOW TO FLY - 세바스찬 메즈
- 패닉 하우스 - 맹걸 라이
- 더 인트루더 - 카를로스 알가라
- 라이카 - 에브고스타 주렐리디
- 호텔 66 - 안소니 첸
- 헬싱키 - 캐롤라인 드 마예르
- THE INCIDENT - Jan Kwiecinski
- CHAOS THEORY FOR LOVE - Yalin Liu
- 스완 송 - 잭 운
- 센소드 - 콩 파후락
- 더 매그니파이어 - 올컨 베이램
- 본 인 하와이 - 파울로 코바야시
- MOVING - Show Hong 외 1명
- 볼터레타 - 알렉시스 모란트
- 원 맨 쇼 - 그레고어 얼러